# Riječka nadbiskupija
Riječka nadbiskupija dijeceza je Rimokatoličke Crkve sa sjedištem u Rijeci, a obuhvaća grad Rijeku, Hrvatsko primorje i Gorski kotar. Ujedno je i sjedište Riječke metropolije kojoj, osim Riječke nadbiskupije, pripadaju još i Porečka i pulska, Krčka i Gospićko-senjska biskupija.

## Povijest
Tragovi kršćanstva u ovim krajevima vidljivi su još iz 3. i 4. stoljeća, a po nekim zapisima već u 5. stoljeću postoji biskupija u Senju, na južnom području bivše Riječko-senjske nadbiskupije. 

U srednjem vijeku ovo područje pripada vlasti akvilejskoga patrijarha. Kasnije je područje nadbiskupije podijeljeno između pulskog biskupa na zapadu i krbavskoga na istoku (od 1185. koji će se od 1460. nazivati modruškim biskupom. Nakon poraza u Krbavskoj bitci 1493. biskup se smješta u Novom Vinodolskom, a uskoro će se za Modrušku biskupiju početi brinuti senjski biskupi. 

Konačno su 1630. te dvije biskupije sjedinjene pod nazivom Senjsko-modruška biskupija.
Ovo će područje, osobito u 16. stoljeću, postati jednim od središta glagoljskoga tiskarstva. Nakon Tridentinskog sabora pulski biskup nastojao je zabraniti glagoljsku službu u Rijeci, no tome se usprotivila općina grada Rijeke koja je 1593. zaprijetila da će prestati plaćati crkvenu destinu ukine li se glagoljska služba. 1739. glagoljsku službu potvrdio je i car Karlo VI., a tek je 1848. djelomično ukinuta.
Pod talijanskom okupacijom, 1925., osnovana je Riječka biskupija u čiji su sastav ušli hrvatska i slovenska područja izvan Istre. Nakon Drugog svjetskog rata talijanski biskup i svećenici napuštaju Rijeku, a 1950. razdijeljeni su slovenski i hrvatski dio podrujčja biskupije.
Dana 27. srpnja 1969. ujedinjene su Senjsko-modruška i hrvatski dio Riječke biskupije, te je tako nastala Riječko-senjska nadbiskupija. Sjedište nove nadbiskupije i metropolije postala je Rijeka s katedralom sv. Vida.
Bulom od 25. svibnja 2000. godine Sveta Stolica odvojila je iz Riječko-senjska nadbiskupije područje na kojem je utemeljena Gospićko-senjska biskupija, a ostali dio nadbiskupije preimenovan je u Riječku nadbiskupiju.

## Današnje stanje
Danas Riječka nadbiskupija obuhvaća površinu od 2.580 km2, na kojem živi 266.818 stanovnika, od čega 213.854 katolika.
Zaštitnik je nadbiskupije, katedrale i grada Rijeke sveti Vid, a slavi se 15. lipnja, dok se posveta katedrale slavi 6. svibnja.
Na čelu nadbiskupije nalazi se nadbiskup i metropolit msgr. dr. Mate Uzinić.

## Vanjske poveznice
- http://www.ri-nadbiskupija.hr/  Arhivirana inačica izvorne stranice od 13. travnja 2012. (Wayback Machine) Službene stranice